# 猶他州滿地富聖殿
猶他滿地富聖殿（Bountiful Utah Temple）是第47座耶穌基督後期聖徒教會聖殿，也是猶他州的第八座耶穌基督後期聖徒教會聖殿。
聖殿歷史
猶他滿地富聖殿遺址的歷史可以追溯到1897年。當時約翰·巴洛（John Haven Barlow Sr.）向美國政府購買了40英畝（160,000平方公尺）的土地。由於缺水和陡峭的地形，這片土地幾乎沒有什麽好用處。 1947年，部分土地被清理，並種植了400棵杏樹。 1983年春季，山破上暴洪給滿地富市造成了很大的損壞，因此決定在峽谷上修建水壩，以限制暴雨期間的水流。該市要求從未來聖殿遺址中使用土壤，因此施工人員清除了超過20萬立方碼（15萬立方公尺）的土壤，使該土地成為以後將在其上建造聖殿的理想遺址。
在考慮了聖殿的眾多遺址之後，耶穌基督後期聖徒教會的總會會長團於1988年4月3日做出最終決定。 四年後的1992年5月2日，奠基儀式舉行。1995年1月8日，教會會長豪惠·洪德（Howard W. Hunter）奉獻了猶他滿地富聖殿。 20萬後期聖徒參加了奉獻儀式，比當時以前參加聖殿奉獻儀式的人數還多。
2016年5月22日，閃電襲擊了猶他滿地富聖殿。 閃電損壞了聖殿頂上的天使摩羅乃雕像，使其頭部和背部失去了一部分。 這座雕像是由玻璃纖維製成的，上面覆蓋著金箔，被擊中兩週後就被替換了。
猶他滿地富聖殿共有104,000平方英尺（9,700平方公尺），四個教儀室和八個印證室。
2020年，因冠狀病毒大流行而關們了猶他滿地富聖殿。

## 外部連結
- 维基共享资源上的相關多媒體資源：猶他州滿地富聖殿
- Bountiful Utah Temple Official site （页面存档备份，存于）
- Bountiful Utah Temple （页面存档备份，存于） at ChurchofJesusChristTemples.org

Template:List LDS Temple Utah
- 维基共享资源上的相關多媒體資源：猶他州滿地富聖殿
- Official Bountiful Utah Temple page （页面存档备份，存于）
- Bountiful Utah Temple page